# Тракторная-Товарная
Тракторная-Товарная — железнодорожная станция Волгоградского региона Приволжской железной дороги, вТракторозаводском районе города Волгограда, Россия.
Рядом со станцией находится станция Волгоградского скоростного трамвая.